# Виняшур-Бия (починок)
Виняшур-Бия — починок в Селтинском районе Удмуртской республики.

## География
Находится в западной части Удмуртии на расстоянии приблизительно 7 км на запад по прямой от районного центра села Селты на правом берегу реки Кильмезь.

## История
Известен с 1955 года как сплавная пристань. С 1980 года поселок. До 2021 года входил в состав Кильмезского сельского поселения.

## Население
Постоянное население составляло 70 человек в 2002 году (русские 57 %, удмурты 43 %), 32 в 2012.